# Tasiemiec psi
Tasiemiec psi (Dipylidium caninum) – gatunek tasiemca (Cestoda) z rzędu Cyclophyllidea. Pasożyt wewnętrzny niektórych psowatych (głównie psa domowego i lisów), kotowatych (m.in. kota domowego) oraz wielu innych zwierząt mięsożernych. Wywołuje chorobę zwaną dipylidozą (łac. dipylidosis). Człowiek może być jego żywicielem przypadkowym. Jest gatunkiem kosmopolitycznym.

## Morfologia
Dojrzały osobnik mierzy zazwyczaj 15–60 cm długości i zbudowany jest z 60–1000 proglotydów (członów) o maksymalnej szerokości 3 mm. Jego mała główka (scolex) ma cztery półkoliste przyssawki oraz wysuwalny ryjek z 4–7 rzędami haczyków. Wszystkie proglotydy mają podwójny komplet zarówno żeńskich, jak i męskich narządów płciowych (rozrodczych). Każdy z nich uchodzi do zatok płciowych położonych po bokach. Proglotydy maciczne mają kształt nasion ogórka o wymiarach 12×2,7 mm i zawierają 15–25 jaj z kulistymi onkosferami o średnicy 27–60 μm i grubej otoczce, wyposażonymi w 6 haczyków.

## Cykl życiowy

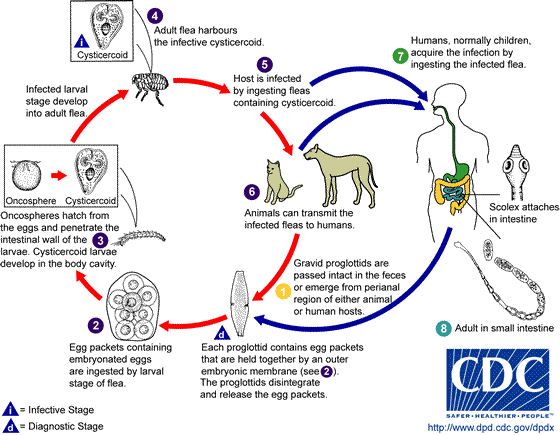
Cykl życiowy tasiemca psiego

W organizmie żywiciela ostatecznego dorosłe osobniki pasożytują w przedniej i środkowej części jelita cienkiego, gdzie proglotydy maciczne oddzielają się (pojedynczo lub po 2–3) od reszty strobili, a następnie, wraz z kałem bądź poruszając się aktywnie, wydostają się przez odbyt do środowiska zewnętrznego (w którym, dzięki grubej otoczce, zachowują inwazyjność przez długi czas). Są one formą inwazyjną dla żywicieli pośrednich, którymi mogą być larwy: pchły psiej, sierścienia psiego (wszoła psiego), pchły kociej oraz pchły ludzkiej. W ich hemocelu rozwija się cysticerkoid, który pozostaje w organizmie w trakcie przeobrażenia (metamorfozy).
Cysticerkoid jest formą inwazyjną dla żywiciela ostatecznego. Zakażenie następuje drogą pokarmową, najczęściej w wyniki przypadkowego połknięcia zakażonego owada lub wskutek kontaktu z innym zakażonym żywicielem. Po wniknięciu do organizmu, tasiemiec osiąga pełną dojrzałość po 2–3 tygodniach.

## Dipylidoza
U człowieka występuje rzadko i zazwyczaj przebiega bezobjawowo. Jak dotąd opisano kilkaset przypadków tej choroby u ludzi, głównie u dzieci poniżej 8. roku życia. Około 1/3 zachorowań dotyczyła dzieci poniżej 6 miesięcy życia.
Skutecznym lekiem na dipyloidozę jest prazykwantel, podawany w jednorazowej dawce 10–15 mg/kg masy ciała (lub 5–10 mg/kg), ewentualnie niklozamid w dwóch dawkach po 1 g odstępie godzinnym. Pasożyty wydalane są zazwyczaj kilka godzin po jego przyjęciu. Potwierdzeniem powodzenia terapii jest niewydalanie członów tasiemca przez co najmniej 4 miesiące.